# Campionati greci di ciclismo su strada
I Campionati greci di ciclismo su strada sono la manifestazione ciclistica annuale che assegna il titolo di Campione di Grecia. I vincitori hanno il diritto di indossare per un anno la maglia di campione greco, come accade per il campione mondiale.

## Campioni in carica
| Uomini Elite | Uomini Elite           | Uomini Elite |
| ------------ | ---------------------- | ------------ |
| In linea     | Polychrónis Tzortzákis |              |
| Cronometro   | Stylianós Farantákis   |              |
| Donne Elite  |                        |              |
| In linea     | Argiro Milaki          |              |
| Cronometro   | Michali Tsavari Eleni  |              |

## Albo d'oro

### Titoli maschili
| Anno | Vincitore              | Secondo                         | Terzo                           |
| ---- | ---------------------- | ------------------------------- | ------------------------------- |
| 2000 | Vasílis Anastópoulos   | Panayótis Marentákis            | Iosíf Dalézios                  |
| 2001 | Vasílis Anastópoulos   | Panayótis Marentákis            | Márkos Moraïtákis               |
| 2002 | Márkos Moraïtákis      | Andreas Markakis                | Dimitris Dimitrakopoulos        |
| 2003 | Panayótis Marentákis   | Iosíf Dalézios                  | Manolis Kotoulas                |
| 2004 | Vasílis Anastópoulos   | Minas Malatos                   | Vasilis Krommydas               |
| 2005 | Vasílis Anastópoulos   | Elpidofóros Potourídis          | Ioánnis Tamourídis              |
| 2006 | Ioannis Tamouridis     | Orestis Andriotis               | Vasílis Anastópoulos            |
| 2007 | Periklís Ilías         | Nikólaos Kaloudákis             | Geórgios Téntsos                |
| 2008 | Nikólaos Kaloudákis    | Geórgios Skalidákis             | Alexandros Mavridis             |
| 2009 | Ioánnis Drakákis       | Dimitrios Gkaliouris            | Vasílis Anastópoulos            |
| 2010 | Ioannis Tamouridis     | Polychrónis Tzortzákis          | Neófytos Sakellarídis-Mángouras |
| 2011 | Ioannis Tamouridis     | Neófytos Sakellarídis-Mángouras | Polychrónis Tzortzákis          |
| 2012 | Ioánnis Drakákis       | Geórgios Boúglas                | Charálampos Kastrantás          |
| 2013 | Ioannis Tamouridis     | Geórgios Boúglas                | Apóstolos Boúglas               |
| 2014 | Geórgios Boúglas       | Apóstolos Boúglas               | Ioánnis Tamourídis              |
| 2015 | Polychrónis Tzortzákis | Ioannis Tamouridis              | Stylianos Farantakis            |
| 2016 | Ioannis Tamouridis     | Polychrónis Tzortzákis          | Stylianos Farantakis            |
| 2017 | Charálampos Kastrantás | Stylianós Farantákis            | Polychrónis Tzortzákis          |
| 2018 | Polychrónis Tzortzákis | Stylianós Farantákis            | Charálampos Kastrantás          |

| Anno | Vincitore              | Secondo                         | Terzo                           |
| ---- | ---------------------- | ------------------------------- | ------------------------------- |
| 2000 | Ioannis Tamouridis     | -                               | -                               |
| 2001 | Vasílis Anastópoulos   | Iosíf Dalézios                  | Panagiotis Lekkas               |
| 2002 | Iosíf Dalézios         | Vasílis Anastópoulos            | Elpidofóros Potourídis          |
| 2003 | Ioannis Tamouridis     | Vasílis Anastópoulos            | Elpidofóros Potourídis          |
| 2004 | Elpidofóros Potourídis | Vasílis Anastópoulos            | Minas Malatos                   |
| 2005 | Ioannis Tamouridis     | Elpidofóros Potourídis          | Vasílis Anastópoulos            |
| 2006 | Elpidofóros Potourídis | Iosíf Dalézios                  | Geórgios Téntsos                |
| 2007 | Geórgios Téntsos       | Sotirios Exarchopoulos          | Vasílis Anastópoulos            |
| 2008 | Iosíf Dalézios         | Geórgios Tzortzákis             | Elpidofóros Potourídis          |
| 2009 | Ioannis Tamouridis     | Vasílis Anastópoulos            | Iosíf Dalézios                  |
| 2010 | Ioannis Tamouridis     | Emmanouil Daskalakis            | Periklís Ilías                  |
| 2011 | Ioannis Tamouridis     | Panagiotis Exarchopoulos        | Pavlos Chalkiopoulos            |
| 2012 | Ioannis Tamouridis     | Polychrónis Tzortzákis          | Neófytos Sakellarídis-Mángouras |
| 2013 | Ioannis Tamouridis     | Neófytos Sakellarídis-Mángouras | Polychrónis Tzortzákis          |
| 2014 | Polychrónis Tzortzákis | Ioannis Tamouridis              | Neófytos Sakellarídis-Mángouras |
| 2015 | Ioannis Tamouridis     | Neófytos Sakellarídis-Mángouras | Ioánnis Spanópoulos             |
| 2016 | Ioannis Tamouridis     | Stylianós Farantákis            | Georgios Bouglas                |
| 2017 | Polychrónis Tzortzákis | Charálampos Kastrantás          | Stylianós Farantákis            |
| 2018 | Stylianós Farantákis   | Polychrónis Tzortzákis          | Charálampos Kastrantás          |

### Titoli femminili
| Anno | Vincitore     | Secondo               | Terzo                  |
| ---- | ------------- | --------------------- | ---------------------- |
| 2014 | Barvara Fasoh | Michali Tsavari Eleni | Despoina Tsesmetzidou  |
| 2015 | Argiro Milaki | Barvara Fasoh         | Michali Tsavari Eleni  |
| 2016 | Barvara Fasoh | Michali Tsavari Eleni | Maria Theoxari         |
| 2017 | Argiro Milaki | Barvara Fasoh         | Anna Maria Zogli       |
| 2018 | Argiro Milaki | Barvara Fasoh         | Konstantina Sintzaniki |

| Anno | Vincitore             | Secondo               | Terzo                  |
| ---- | --------------------- | --------------------- | ---------------------- |
| 2014 | Athina Chatzistyli    | Michali Tsavari Eleni | Barvara Fasoh          |
| 2015 | Barvara Fasoh         | Michali Tsavari Eleni | Aggeliki Arkoudi Vafea |
| 2016 | Michali Tsavari Eleni | Barvara Fasoh         | Konstantina Sintzanaki |
| 2017 | Michali Tsavari Eleni | Barvara Fasoh         | Anna Maria Zogli       |
| 2018 | Barvara Fasoh         | Argiro Milaki         | Michali Tsavari Eleni  |
| 2019 | Michali Tsavari Eleni | Argiro Milaki         | Anna Maria Zogli       |